# Ceci est mon corps (film, 2014)
Cet article concerne le film Jérôme Soubeyrand. Pour le film de Rodolphe Marconi, voir Ceci est mon corps.
Pour plus de détails, voir Fiche technique et Distribution.
Ceci est mon corps est un film dramatique français réalisé par Jérôme Soubeyrand, sorti en 2014.

## Fiche technique
- Réalisation : Jérôme Soubeyrand
- Scénario : Jérôme Soubeyrand et Marina Tomé
- Photographie : Jérôme Peyrebrune
- Montage : Manuel Pinto
- Musique : Pascal Rinaldi et François Bréant
- Producteur : Pierre-Loup Rajot
  - Producteur associé : Emmanuel Jacquelin et Didier Rossigneux
- Sociétés de production : Comme à la maison et Pète le feu Productions
- Société de distribution : CALM Distribution
- Pays d’origine :  France
- Genre : drame
- Durée : 94 minutes
- Dates de sortie :
  - France : 10 décembre 2014

## Distribution
- Jérôme Soubeyrand : Gabin
- Marina Tomé : Marlène
- Christophe Alévêque : Renato
- Laetitia Lopez : Émilie
- Julie Nicolet : Sandrine
- Hervé Dubourjal : Christian
- Pierre-Loup Rajot : l'évêque Gérard
- Hervé Blanc : Père Alain
- Yohan Campistron : Gilberto
- Philippe Pouchain : le premier videur
- Yves Riou : le deuxième videur
- Michel Serres : lui-même
- Michel Onfray : lui-même